# بخش خرقان
بخش خرقان یکی از بخش‌های شهرستان زرندیه استان مرکزی ایران است. 
نام خرقان شکل عربی‌شده واژه فارسی خَرَّه‌گان و به معنی خجسته و محل فرهمند است. اما نام محلی این منطقه قاراقان است که ترکی است

## تقسیمات کشوری
- بخش خرقان 
  - دهستان الویر
  - دهستان علیشار
  - دهستان دوزج

شهر : رازقان

## جمعیت
بنابر سرشماری مرکز آمار ایران، جمعیت بخش خرقان در سال ۱۳۹۵ برابر با ۱۰٬۰۵۵ نفر بوده‌است.